# Rodo Sayagues
Rodolfo „Rodo“ Sayagues (* 20. Februar 1980 in Montevideo) ist ein uruguayischer Drehbuchautor, Filmproduzent und Regisseur. Bei seinen im Horrorgenre angesiedelten Werken arbeitet er zumeist mit Fede Álvarez zusammen.

## Leben und Karriere
Rodo Sayagues wurde 1980 in Montevideo als Sohn eines Anwalts und einer Englischlehrerin geboren. Schon im Kindesalter interessierte er sich für moderne Musik, erlernte neben dem Gitarrespielen auch das Schlagzeug und gründete mit Freunden mehrere Rockbands, mit denen er in der uruguayischen Musikszene eine gewisse Bekanntheit erlangte. Durch seine Begeisterung für die Musik entstand eine Freundschaft zu Fede Álvarez, mit dem er schon bald darauf Kurzfilme mit Camcordern drehte. Sayagues vermischte seine beiden Interessengebiete daraufhin, als er mit dem Drehen von Musikvideos für lokale Bands begann. Später arbeitete er auch als Regisseur von Werbespots, für die er mehrere Auszeichnungen erhielt.
Zeitgleich besuchte Sayagues eine Filmhochschule und verfolgte gemeinsam mit Alvarez den Plan, nach mehreren Kurzfilmen endlich auch einen ganzen Spielfilm zu inszenieren. Ihr Drehbuch Corned Beef brachte ihnen ein Stipendium am Binger Film Institute in Amsterdam ein, wo sie das Skript weiter ausarbeiten und schließlich auf mehreren Filmfestivals vorstellten konnten. Zu dieser Zeit entstand auch die Idee zum Kurzfilm Ataque de Pánico!, den beide im November 2009 auf YouTube veröffentlichten und der innerhalb weniger Tage viral ging. Auch der US-amerikanische Regisseur Sam Raimi wurde so auf die beiden aufmerksam und bot ihnen an, ein Remake seiner Tanz-der-Teufel-Reihe umzusetzen.
Sayagues und Alvarez zogen im Anschluss nach Los Angeles und arbeiteten dort am Horrorfilm Evil Dead, der im März 2013 auf dem South-by-Southwest-Filmfestival seine Premiere feierte. Ihr erster gemeinsamer Spielfilm verzeichnete positive Kritiken, wurde zu einem finanziellen Erfolg an den Kinokassen und erwies sich für beide als Durchbruch in Hollywood. Der von Sayagues im Anschluss geschriebene und von Alvarez inszenierte Thriller Don’t Breathe wurde bei der Saturn-Award-Verleihung 2017 als Bester Horrorfilm ausgezeichnete. Im selben Jahr gründeten beide ihre gemeinsame Produktionsfirma Bad Hombre. Für die Fortsetzung Don’t Breathe 2 war Sayagues im Jahr 2021 erstmals selbst als Regisseur tätig, ehe er mit Alvarez die Drehbücher zu Texas Chainsaw Massacre (2022) und Alien: Romulus (2024) schrieb.

## Filmografie
- 2005: El Cojonudo (Kurzfilm, Drehbuch & Produktion)
- 2009: Ataque de Pánico! (Kurzfilm, Drehbuch)
- 2013: Evil Dead (Drehbuch)
- 2016: Don’t Breathe (Drehbuch & Produktion)
- 2021: Don’t Breathe 2 (Regie & Drehbuch)
- 2021: Calls (Fernsehserie, Drehbuch, Folge 1x05)
- 2022: Texas Chainsaw Massacre (Drehbuch & Produktion)
- 2024: Alien: Romulus (Drehbuch)